# Мозгалевський Микола Йосипович
Микола Йосипович Мозгалевський (травень 1801 — 14 червня 1844) — декабрист, підпоручик  Саратовського піхотного полку.

## Біографія
З  дворян  Чернігівської губернії. Народився у м. Ніжин. Батько — поміщик Чернігівської губернії, засідатель Ніжинського повіту суду, колезький асесор Йосип Федорович Мозгалевський (помер до 1826), мати — Вікторія Карлівна де Розет. Освіту Микола Мозгалевський здобував спочатку вдома, потім у різних пансіонах та у Ніжинському народному училищі. З 1814 по 1821 рік виховувався в Першому кадетському корпусі, звідки випущений прапорщиком в Саратовський піхотний полк. У 1825 році — підпоручик того ж полку, молодший офіцер 3-ї мушкетерської роти.
Член  Товариства об'єднаних слов'ян з 1825 року, вступив у таємне товариство в Ліщині.
Наказ про арешт — 5 лютого 1826 року, заарештований — 13 лютого, доставлений з Житомира до  Петербурга на головну гауптвахту — 21 лютого; 22 лютого 1826 року переведений у  Петропавловську фортецю. Звинувачувався в тому, що знав цілі товариства, а також був присутній на двох нарадах  декабристів у  Андрієвича. На другій нараді  Бестужев-Рюмін оголосив про готовність другої армії до повстання і змусив Мозгалевського присягнути у готовності діяти.  Шимков давав йому для прочитання Державний Заповіт. Засуджений за VIII розрядом і по конфірмації 10 липня 1826 року засуджений до заслання на поселення довічно. Термін скорочений до 20 років — 22 серпня 1826 року. Покарання відбував з 1826 року у м. Наримі  Тобольської губернії, с. Курагинському Єнісейської губернії (тепер Курагіне Красноярського краю), с. Тесінському (тепер Тесь того ж таки краю) і з 1839 року в Мінусінську, де і помер. Дружина (з 2 липня 1829 року у Наримі) — козачка Євдокія Ларіонівна Агєєва (померла 1888). Діти: Павло, Валентин, Олександр, Віктор (в 1908 генерал-майор), Варвара, Олена, Пелагея і Парасковія (народилась 1841), яка виховувалася в родині  М. В. Басаргіна. Сім'я жила на державну допомогу, перебивалася різними заробітками, але мало не головним джерелом існування була допомога  Малої артілі.

## Пам'ять
У Мінусінську на честь Мозгалевського названо вулицю. У грудні 2005 року на місці поховання декабристів М. Й. Мозгалевського і  М. Крюкова встановлений пам'ятний знак.